# 왕차오군
왕차오군은 딱주의 행정 구역이다. 이 지역의 총 인구 수는 2005년 기준으로 29726명이다. 인구 밀도는 90.4km2이다.

## 행정 구역
| 번호 | 지명         | 태국어 지명 | 빌리지 | 인구   |  |
| 1.   | Chiang Thong | เชียงทอง     | 14     | 16,762 |  |
| 2.   | Na Bot       | นาโบสถ์      | 9      | 9,167  |  |
| 3.   | Pradang      | ประดาง      | 5      | 3,797  |  |